# کلیر، نیوبرانزویک
کلیر (به انگلیسی: Clair) یک منطقهٔ مسکونی در کانادا است که در نیوبرانزویک واقع شده‌است. کلیر ۱۰٫۳۹ کیلومتر مربع مساحت و ۸۵۷ نفر جمعیت دارد.